# Alexandre Damascena
Alexandre Damascena é um ator brasileiro, diretor e escritor brasileiro.

## Biografia
Alexandre Damascena é formado pela Escola Técnica Estadual de Teatro Martins Penna. Membro-fundador do Projeto Reperiferia, administra dois espaços culturais da Prefeitura do Rio de Janeiro: a Lona Cultural Sandra de Sá e o Teatro da Cidade das Crianças.
Diretor da CIA do Invisível, grupo teatral da periferia do Rio de Janeiro, que procura mesclar artes visuais, performances, intervenções, e filosofia periférica.

## Trabalhos na TV
| Ano       | Titulo               | Personagem                               | Nota                     |
| --------- | -------------------- | ---------------------------------------- | ------------------------ |
| 2024      | Renascer             | Piolho                                   | Episódio: "12 de abril"  |
| 2021      | Gênesis              | Hamu                                     | Fase: Ur dos Caldeus     |
| 2014      | Além do Horizonte    | Segurança                                |                          |
| 2013      | Pecado Mortal        | Segurança dos Ashcar                     |                          |
| 2012      | Gabriela             | jagunço do Coronel Coriolano             |                          |
| 2011-12   | Fina Estampa         | segurança do condomínio Marapendi Dreams |                          |
| 2011      | O Astro              | segurança de Natal                       |                          |
| 2011      | Insensato Coração    | segurança do shopping do Grupo Drummond  |                          |
| 2009      | Força-Tarefa         | [ 11 ]                                   |                          |
| 2009      | A Lei e o Crime      | Segurança                                |                          |
| 2008      | A Favorita           | Pimentel                                 |                          |
| 2008-2009 | A Grande Família     | [ 14 ]                                   | dois episodios           |
| 2007      | Duas Caras           | [ 15 ]                                   |                          |
| 2007      | Paraíso Tropical     | Edson (enfermeiro do hospício)           |                          |
| 2006      | Sinhá Moça           | Antônio                                  |                          |
| 2004      | Da Cor do Pecado     | segurança da casa de Afonso              |                          |
| 2003      | Linha Direta Justiça | Abel Alves da Silva                      | Episódio: Caso Carlinhos |

## Teatro
- A Cigarra e a Formiga - direcção[17]
- Um Inimigo do Povo - personagem Dr. Thomas Stockmann[18]
- Conta um Conto[19]
- Escola Livre de Cinema de Nova Iguaçu Reperiferia - Director da Escola Livre de Teatro[20][21]
- Comédias da Vida Privada - Direcção[22]